# Népszuverenitás
A népszuverenitás (vagy népfelség) politikai eszméje szerint minden kormányzati hatalom forrása a nép, vagyis közhatalmat csak az emberek ruházhatnak egymásra.
A népszuverenitás fogalma a 18. századból származik. A felvilágosodás új elképzelése volt, hogy a hatalom nem Istentől való, hanem valamiképpen az emberek világának terméke. Az egyik ilyen világi elképzelés szerint a kormányhatalom a polgárok közötti társadalmi szerződés révén jön létre. A társadalmi szerződés lehet hallgatólagos, elfelejtett, vagy írott alkotmány formáját öltheti. A népszuverenitás eszméje szerint nincsen szükség uralkodóra (szuverén), hanem az uralkodó feladatát a nép maga is elláthatja. Ennek a gondolatnak a legnagyobb hatású teoretikusai Thomas Hobbes (1588–1679), John Locke (1632–1704), és Jean-Jacques Rousseau (1712–1778) voltak. Az első népszuverenitásra épülő alkotmánya az amerikai Connecticut államnak volt.
A népszuverenitás pontos fogalmáról, és a demokráciához fűződő viszonyáról a mai napig tartó filozófiai viták zajlanak. Az egyik karakteres álláspont szerint a népszuverenitás modern formája maga a demokrácia mint a többség uralma. Egy ettől eltérő álláspont szerint a népszuverenitás a népnek az a joga, hogy megváltoztathatja alkotmányát, vagyis lefektetheti azokat a nem szükségképpen többségi döntéssel működő intézményeket, amelyek a közügyeket intézik. A népszuverenitás az egyik alapvető politikai elv, amely azt jelenti, hogy a hatalom, a kormányzás jogossága és legitimitása a nép beleegyezésén alapul. A fogalom arra utal, hogy az államhatalom forrása és fenntartója a nép, és a politikai döntéshozatalnak végül a nép akarata általi legitimálása szükséges.
A népszuverenitás alapvető fontosságú a demokratikus rendszerekben, ahol az emberek jogot formálnak a kormányzásra, vagy azáltal, hogy közvetlenül szavaznak döntésekről, vagy képviselőik útján delegálják ezt a jogot. Ez azt jelenti, hogy a hatalom forrása nem egy istenség, egy király vagy egy kiváltságos réteg, hanem maga a közösség, a nép. A modern demokratikus államokban a népszuverenitás gyakran az alkotmányban vagy más alapvető jogi dokumentumokban van rögzítve, amelyek meghatározzák az állam és a polgárok közötti viszonyt.
A népszuverenitás elvének fontossága azonban nem csak formális politikai struktúrákra korlátozódik. Szélesebb értelemben véve azt is jelenti, hogy a politikai hatalom gyakorlásának legfőbb célja a közjó és a nép érdekének szolgálata kell, hogy legyen. Ez magában foglalja a polgárok részvételét a közügyekben, a kormányzati átláthatóságot és számadási kötelezettséget, valamint az állami intézmények felett ellenőrző és kiegyensúlyozó mechanizmusokat.
A népszuverenitás elve tehát alapvető fontosságú a demokratikus államok működésében és a politikai rendszer legitimitásának megőrzésében. Ennek értelmében a politikai döntéshozatalnak mindig figyelembe kell vennie a nép akaratát és érdekeit, és a hatalom gyakorlása során a demokratikus elveknek és értékeknek kell irányítaniuk a politikai cselekvést.